# Legoland België
Legoland België was een plan voor een park in de Legoland-keten. Het zou aangelegd worden in Charleroi, in het district Gosselies, in de provincie Henegouwen (België).
Het nieuwe park zou 370 tot 400 miljoen euro kosten. Daarvan zou Wallonië een 100 miljoen euro aan meebetalen.
Het park zou meer dan 1000 nieuwe banen creëren. Er werd verwacht dat 1,5 tot 2 miljoen bezoekers per jaar het park zouden bezoeken.

## Onderhandelingen
In september 2020 meldde de Brusselse Times dat Merlin Entertainment van plan is een nieuw Legoland-park te bouwen.
Op 30 augustus 2022 werd bevestigd dat het park zou openen in 2027.

## Bouw
Het park zou gebouwd worden op het voormalige terrein van de Amerikaanse Caterpillar's fabriek. Er was een 70-tal hectare beschikbaar voor de opbouw van het park. Daarnaast was er nog 20 hectare reserve voor uitbreidingen.
De bouw van het Legoland stond gepland in 2025.

## Opening geschrapt
Legoland België zou naar verluidt openen in 2027. In maart 2023 werd bekendgemaakt dat het park er niet zal komen.
Attracties · Afbeeldingen